# Кебенек (одежда)
Кебенек — походный плащ из тонкого войлока, традиционная казахская верхняя мужская одежда в виде чапана. Её шили из белого, чёрного и коричневого войлока вместе со штанами. Для удобства при скачке кебенек был широким и длинным, с воротником или капюшоном. Воины и пастухи надевали эту одежду во время сильных дождей и буранов. В некоторых регионах кебенек известен как кебентай, про него сложены поговорки, например, каз. Кебенек киген келеді, кебін киген келмейді” — «лучше в кебенеке, чем в кебине (саване)».